# New Kids on the Block (serie animada)
New Kids on the Block es una serie de televisión de dibujos animados inspirados en la banda musical del mismo nombre. La serie duró una temporada de 1990-1991 por la cadena ABC. Al año siguiente, Disney Channel tuvo la serie en repeticiones.
Aunque el grupo apareció en clips de acción en vivo, las voces de los New Kids fueron hechas por otros actores de voz, debido a razones de licencia."You Got It (The Right Stuff)"  fue el tema de la apertura, mientras que una versión instrumental de "Step by Step" fue el tema de cierre.
La serie se centró en desventuras del grupo junto con sus jefes, que se basan en su vida real y con su mánager Maurice Starr.

## Reparto
- Brian Stokes Mitchell ...  Danny Wood
- Loren Lester ...  Jordan Knight
- Matt E. Mixer ...  Jonathan Knight
- Scott Menville ...  Joe McIntyre
- David Coburn ...  Donnie Wahlberg/Nikko el perro
- Dave Fennoy ...  Dick Scott
- J.D. Hall ...  Bizcut
- Patricia Alice Albrecht ...  Voces Adicionales
- Leslie Speights ...  Voces Adicionales